# Jack Churchill
Pour les articles homonymes, voir Churchill.
John Malcolm Thorpe Fleming Churchill dit Jack Churchill, né le 16 septembre 1906 à Hong Kong et mort le 8 mars 1996 dans le comté de Surrey, surnommé Fighting Jack Churchill et Mad Jack, est un soldat britannique qui combattit pendant la Seconde Guerre mondiale armé d'un arc, de flèches et d'une épée écossaise ancienne, une broadsword. Il est connu pour sa devise « any officer who goes into action without his sword is improperly dressed. » (« un officier qui part au combat sans son épée n'est pas dans une tenue correcte. »)

## Biographie

### Premières années
Né à Hong Kong, il est formé dans le King William's College sur l'Île de Man. Jack Churchill obtint son diplôme de Sandhurst en 1926  et servit en Birmanie avec le régiment Manchester, une des formations de l'infanterie de la British Army. Il quitta l'armée en 1936 et travailla comme éditeur de journal. Il utilisa ses talents d'archer  et de joueur de cornemuse pour trouver un petit rôle dans le film Le Voleur de Bagdad. Maître archer, il participe au championnat du monde de tir à l'arc à Oslo en 1939.

### Seconde Guerre mondiale

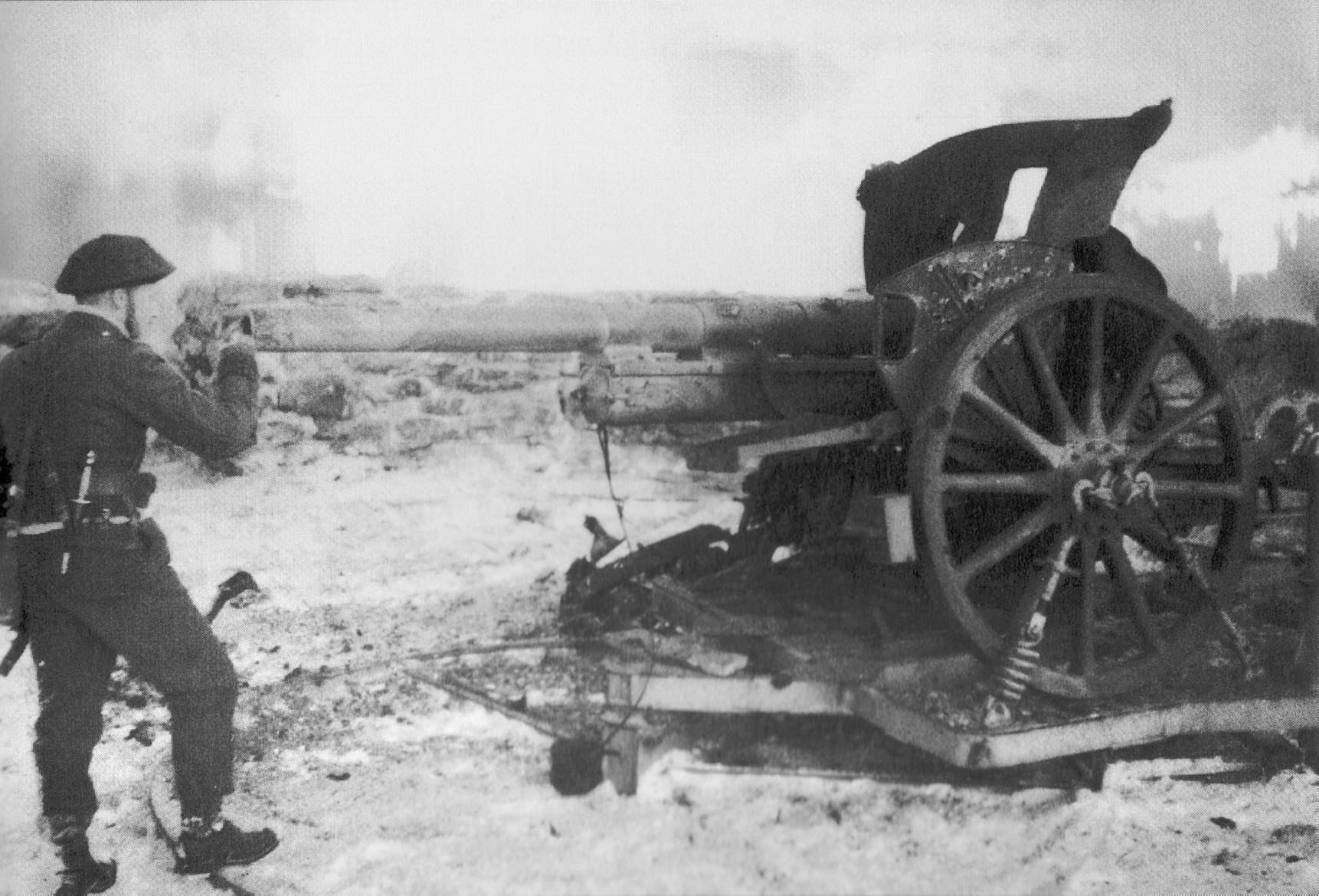
Jack Churchill inspecte un 7.7 cm Feldkanone 16 ou sa version recanonnée (canon de 75 mm modèle GP III).

Jack Churchill reprit son commandement après que la Pologne fut envahie. En mai 1940, le capitaine Jack Churchill et son unité, le régiment Manchester, prirent une patrouille allemande en embuscade près de L'Épinette (un hameau rattaché à Richebourg-l'Avoué). Jack Churchill donna le signal de l'attaque en tuant le Feldwebel allemand d'une flèche, devenant ainsi le seul cas connu de militaire britannique ayant abattu un ennemi avec un arc pendant la Seconde Guerre mondiale,, (en l'absence d'autres exemples attestés, il est même considéré comme le dernier soldat connu utilisant un arc au combat). Après avoir combattu à la bataille de Dunkerque, il se porta volontaire pour les Commandos. Jack Churchill était le second en commandement du Commando no 3 dans l'Opération Archery, un raid contre la garnison allemande à Vågsøy, en Norvège, le 27 décembre 1941. Pendant que la rampe se posait sur le premier bateau, Jack Churchill s'avança et se mit à jouer un air de cornemuse, avant de jeter une grenade et de courir au combat sur la baie. Pour ses actions à Dunkerque et Vågsøy, Jack Churchill reçut la Military Cross avec barrette.
En juillet 1943, en tant qu'officier commandant, il mena deux commandos depuis leur site d'origine à Catane en Sicile avec sa « marque de fabrique » : son épée accrochée à sa ceinture, un arc et des flèches autour du cou et sa cornemuse sous le bras, ce qu'il fit aussi aux débarquements à Salerne. Menant le Commando no 2, Jack Churchill avait pour ordre de prendre un poste d'observation allemand à côté de la ville de La Molina, en contrôlant un passage jusqu'à la plage de Salerne. Il mena l'attaque des commandos no 2 et 41, infiltra la ville et prit le poste. Il fit 42 prisonniers. Jack Churchill ramena ses hommes et leurs prisonniers, avec les blessés portés sur des charrettes poussées par les prisonniers allemands. Il en dit que c'était une « image des guerres napoléoniennes. » Il reçut la Distinguished Service Order pour avoir mené cette action à Salerne. En 1944, il mena les commandos en Yougoslavie, où ils apportèrent leur soutien aux partisans de Josip Broz Tito de l'île adriatique de Vis. En mai, il ordonna un raid sur les Allemands à l'île de Brač. Il organisa une « armée hétéroclite » de 1 500 partisans, et le Commando 43 (en) et une section du Commando 40 (en) pour le raid. L'atterrissage ne posa pas de problème, mais à la vue des positions allemandes de tir, surélevées, les Partisans décidèrent de reporter l'attaque au lendemain. Les cornemuses de Jack Churchill signalèrent aux commandos restants d'attaquer. Après avoir été mitraillé par un Supermarine Spitfire de la RAF, Jack Churchill décida de se retirer pour la nuit et de relancer l'attaque le lendemain matin. Le matin suivant, le commando 43 attaqua par le flanc, ainsi que le commando 40 mené par Jack Churchill. Les Partisans restèrent sur l'aire d'atterrissage, seuls Jack Churchill et six autres réussirent à atteindre l'objectif. Un obus de mortier tua ou blessa tout le monde, à part Jack Churchill, qui jouait Will Ye No Come Back Again ? à la cornemuse alors que les Allemands avançaient. Il fut commotionné par une grenade et capturé.
Plus tard, il fut emmené par avion à Berlin pour être interrogé et transféré au camp de concentration d'Oranienbourg-Sachsenhausen.

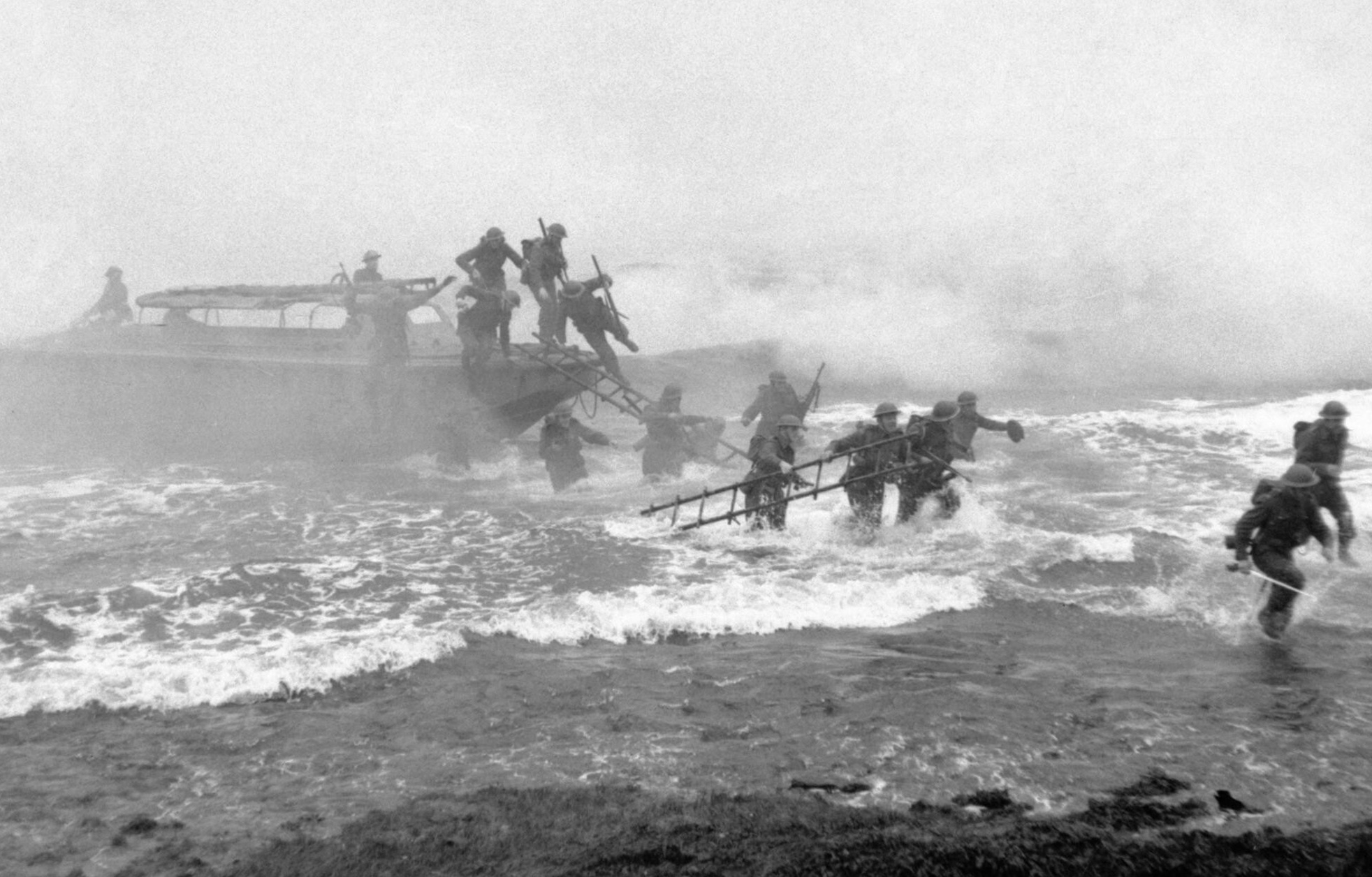
Jack Churchill (sur la droite) menant un exercice, l'épée à la main, depuis un Eureka boat, à Inveraray.

En septembre 1944, Jack Churchill et un officier de la Royal Air Force rampèrent sous les fils, à travers les égouts et tentèrent d'atteindre la côte baltique. Ils furent capturés près de la ville côtière de Rostock, à quelques kilomètres de la mer. Fin avril 1945, Jack Churchill et environ 140 compagnons de camp de concentration éminents[pas clair] furent transférés au Tyrol à Villabassa, gardés par la Waffen-SS. Une délégation de prisonniers confia aux officiers de la Wehrmacht qui les gardaient qu'ils avaient peur d'être exécutés par les SS après leur transfert. Quand la SS fut questionnée par les officiers de la Wehrmacht, elle confirma que les prisonniers allaient à leur exécution. Désobéissant alors à l'ordre donné, la Wehrmacht refusa de faire le transfert, et une unité militaire commandée par le capitaine Wichard von Alvensleben (en) fut chargée de protéger les prisonniers. En infériorité numérique face aux soldats de la Wehrmacht, la force SS se retira. Libérés, les prisonniers purent s'enfuir après le départ des Allemands, Jack Churchill marcha 150 kilomètres (93 miles) jusqu'à Vérone en Italie où il rencontra l'armée américaine.
En pleine Guerre du Pacifique, Jack Churchill fut envoyé en Birmanie, là où les plus importantes batailles contre le Japon se déroulaient. Le temps que Jack Churchill atteigne l'Inde, Hiroshima et Nagasaki avaient été bombardées et la guerre était terminée. On dit que Jack Churchill ne fut pas satisfait de la fin soudaine de la guerre : « Sans ces maudits Yankees, nous aurions pu continuer la guerre encore 10 ans. »

### Dernières années
En 1946, la Twentieth Century Fox produisit Ivanhoé avec l'ancien compagnon d'aviron de Jack Churchill Robert Taylor. Le studio engagea Jack Churchill pour apparaître en archer, tirant depuis les murs du Château de Warwick. Après la Seconde Guerre mondiale, Jack Churchill, parachutiste qualifié, fut transféré aux Seaforth Highlanders, et plus tard, en Palestine comme commandant en second du 1er Bataillon, la Highland Light Infantry. Au printemps 1948, juste avant la fin du mandat britannique dans la région, Jack Churchill s'engagea dans un autre conflit. Avec douze de ses soldats, il tenta d'apporter son aide lors du massacre du Convoi médical de l'hôpital Hadassah attaqués par des centaines d'Arabes. Il coordonna l'évacuation de 700 médecins, étudiants et patients juifs de l'hôpital Hadassah sur le campus de l'Université hébraïque de Jérusalem, sur le mont Scopus à Jérusalem.
Des années plus tard, Jack Churchill occupa le poste d'instructeur à l'école militaire aéroterrestre en Australie, où il devint un passionné de surf. De retour en Angleterre, il fut le premier homme à surfer sur la vague de 1,5 mètre du mascaret de la rivière Severn, et il conçut sa propre planche. À la retraite, il n'arrêta pas ses excentricités. Il fit sursauter les contrôleurs et passagers d'un train en lançant son attaché-case par la fenêtre du train lors d'un voyage. Il expliqua plus tard qu'il l'avait lancé dans son propre jardin afin de ne pas avoir à le porter de la gare à chez lui. Il se retira de l'armée en 1959, avec deux récompenses du Distinguished Service Order, et mourut dans le Surrey en 1996.
Le Royal Explorers Club consacrera « Mad Jack » comme « un des plus grands aventuriers du monde »,.

## Famille
Jack Churchill épousa Rosamund Margaret Denny le 8 mars 1941 avec qui il eut deux enfants : Malcolm John Leslie Churchill, né le 11 novembre 1942 et Rodney Alistair Gladstone Churchill, né le 4 juillet 1947.